# Aida Pierce
Pour les articles homonymes, voir Pierce.
Aida Pierce (née Aida María Zerecero Pierce le 15 août 1956 à Acapulco, Guerrero,  Mexique), est une actrice mexicaine. Elle est connue pour sa participation à des telenovelas et comédies de Televisa.

## Carrière
À l'âge de 17 ans, Pierce quitte Acapulco et se rend à Mexico.
Elle étudie la comédie à l'Institut Andrés Soler et aussi le secrétariat tam. Elle suit aussi des cours à l'Académie d'Emma Pulido où elle étudie le jazz, l'anglais et le français.

## Filmographie

### Telenovelas
- 1999 : Serafín : Bárbara
- 2000-2001 : Carita de ángel : Blanquita
- 2002 : Cómplices al rescate : Doña Biba Solasi
- 2003-2004 : Alegrijes y rebujos : Madame Meshú
- 2006 : Duelo de pasiones  : Rebeca Castelo
- 2007 : Amor sin maquillaje : divers personnages
- 2016 : Sueño de amor : Monserrat

### Séries télévisées
- 1981 : Alegrías de mediodía : Doña Tecla
- 1981 : La Matraca : divers Personnages (Protagoniste)
- 1981-1983 : La carabina de Ambrosio : divers Personnages
- 1985 : Salón de Belleza : divers Personnages
- 1986 : Cosas de casados : Aida (Protagoniste)
- 1986-1988 : Hospital de la risa : Remedios (Protagoniste)
- 1994 : Y sin embargo... se mueve : divers Personnages
- 1999-2001 : Humor es... Los Comediantes : présentatrice
- 2002-2006 : Mujer, casos de la vida real : divers Personnages
- 2005 : Estudio 2 : divers Personnages
- 2006 : Incógnito : Broma a Facundo
- 2007 : Muévete : divers Personnages
- 2007 : Fábrica de risas
- 2008 : Al sabor del chef :  Elle-même
- 2011 : Desmadruga2 : Varios Personajes
- 2011 : Laura : Elle-même

### Films
- 1985 : ¡Ah! Qué Viejas Canciones Tan Calientes : divers Personnages
- 1985 : Los rockeros del barrio :  divers Personnages
- 1989 : Rey de los taxistas :  divers Personnages
- 1991 : Cándido Pérez, especialista en señoras : Laura
- 1993 : Dos fantasmas sin vergüenzas :  divers Personnages
- 1993 : Se equivocó la cigüeña